# Gubernia tomska
Gubernia tomska (ros. Томская губерния) – samodzielna gubernia Imperium Rosyjskiego i RFSRR ze stolicą w Tomsku. Utworzona 27 marca 1804, zlikwidowana 25 maja 1925.
Gubernia zajmowała południowy wschód Syberii Zachodniej. Od północy, północnego zachodu i zachodu graniczyła z gubernią tobolską, od południowego zachodu z obwodem semipałatyńskim, od południa i południowego wschodu z Cesarstwem Chińskim (Mongolia Zewnętrzna), od wschodu i północnego wschodu – z gubernią jenisejską.
Powierzchnia guberni wynosiła w 1897 – 847 328 km². W początkach XX wieku był podzielony na 7 ujezdów.

## Demografia
Ludność, według spisu powszechnego 1897 – 1 927 679 osób: Rosjan (86%), Ukraińców (5,2%), Tatarów (4,9%), Kazachów (1,3%), Żydów, Selkupów, Mordwinów i Polaków. 
| Ujezd            | Rosjanie | Ukraińcy | Tatarzy | Kazachowie | Żydzi | Selkupowie | Mordwini | Polacy |
| ---------------- | -------- | -------- | ------- | ---------- | ----- | ---------- | -------- | ------ |
| Gubernia łącznie | 86,0%    | 5,2%     | 4,9%    | 1,3%       | …     | …          | …        | …      |
| Barnaulski       | 88,5%    | 8,6%     | …       | …          | …     | …          | 1,2%     | …      |
| Bijski           | 85,3%    | …        | 12,3%   | …          | …     | …          | …        | …      |
| Zmieinogorski    | 85,1%    | 7,9%     | …       | 5,7%       | …     | …          | …        | …      |
| Kainski          | 83,9%    | 5,8%     | 3,1%    | 2,4%       | 1,2%  | …          | …        | 1,0%   |
| Kuźniecki        | 82,1%    | …        | 16,1%   | …          | …     | …          | …        | …      |
| Marinski         | 82,7%    | 8,0%     | 4,8%    | …          | 1,2%  | …          | 1,4%     | …      |
| Tomski           | 87,8%    | 1,9%     | 4,6%    | …          | 1,3%  | 1,5%       | …        | …      |